# Новоберёзовское сельское поселение (Рязанская область)
Новоберёзовское се́льское поселе́ние — муниципальное образование в Сасовском районе Рязанской области России.

## История
Образовано в результате муниципальной реформы 2006 г. на территории Новоберёзовского сельского округа (центр Новое Берёзово) — с возложением административного управления на село Новое Берёзово.
Исследование истории поселения изложено на официальном сайте Администрации Новоберезовского сельского поселения http://novoberezovskoye.gov62.ru.

## Население
| 2010 | 2012 | 2013 | 2014 | 2015 | 2016 | 2017 |
| ---- | ---- | ---- | ---- | ---- | ---- | ---- |
| 964  | ↘960 | ↘939 | ↘937 | ↘922 | ↘905 | ↘892 |
| 2018 | 2019 | 2020 | 2021 |      |      |      |
| ↘858 | ↘833 | ↘799 | ↘796 |      |      |      |

## Административное устройство
Образование и административное устройство сельского поселения определяются законом Рязанской области от 07.10.2004 № 96-ОЗ.
Границы сельского поселения определяются законом Рязанской области от 08.12.2008 № 189-ОЗ.

## Населённые пункты
В состав сельского поселения входит 3 населённых пункта:
| Населённый пункт | Статус | Население, человек | Год  | % от населения поселения | Расстояние до центра поселения, км | Расстояние до райцентра, км | Примечание |
| ---------------- | ------ | ------------------ | ---- | ------------------------ | ---------------------------------- | --------------------------- | ---------- |
| Новое Берёзово   | село   | 606                | 2010 | 76.1                     | —                                  | 21                          |            |
| Старое Берёзово  | село   | 349                | 2010 | 43.8                     | 2                                  | 23                          |            |
| Тархань          | село   | 9                  | 2010 | 1.1                      | 4                                  | 25                          |            |